# Hatti, Sindhnur
Hatti là một làng thuộc tehsil Sindhnur, huyện Raichur, bang Karnataka, Ấn Độ.